# Charles Spencer (jornalista)
Charles Spencer é um jornalista britânico, crítico teatral de longa-data do jornal The Daily Telegraph.
Foi educado na Charterhouse School, e no Balliol College, em Oxford, Inglaterra, onde tornou-se um membro do Bullingdon Club. Começou sua carreira jornalística no Surrey Advertiser, publicação sediada na cidade de Surrey.